# 管 (工具)

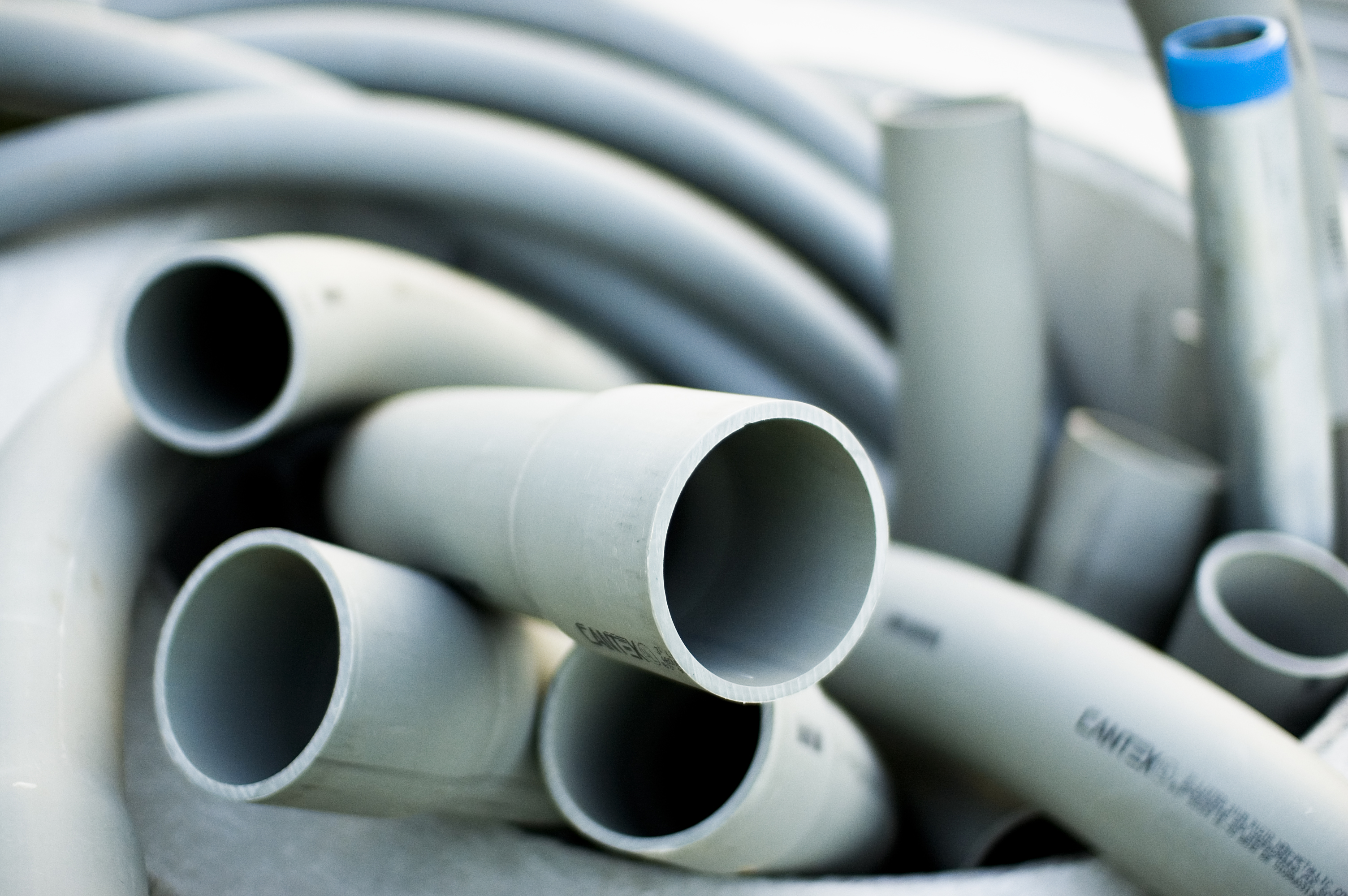
許多的管子

管（英語：tube）是長型中空的硬質圓柱，用來傳送流體（液體或是氣體）或是保護電線或是光纖。英文的pipe也是和tube類似的物品。管子一般有一定的剛性，不過軟管是柔性的，沒有固定的截面。管子一般有其公稱管徑，或者用公稱外直徑或內直徑加上管厚來做為其規格。實際管子的尺寸多半不會是其公稱管徑，例如公稱管徑一英寸的管子，其內直徑或是外直徑多半都不是一英寸。不過也有許多的管子是用內直徑、外直徑或是管厚來表示。

## 標準
有許多有關管子的工業標準及政府標準。有關管子的生產製造也有許多標準，常用的如下：
- ASTM A213 無縫鐵素體及奧氏體合金鋼鍋爐、過熱器，熱交換器管標準規格（Standard Specification for Seamless Ferritic and Austenitic Alloy-Steel Boiler, Superheater, Heat-Exchanger Tubes）
- ASTM A269 無縫鐵素體及奧氏體不鏽鋼泛用管標準規格（Standard Specification for Seamless and Welded Austenitic Stainless Steel Tubing for General Service）
- ASTM A270 無縫鐵素體及奧氏體不鏽鋼無菌管標準規格（Standard Specification for Seamless and Welded Austenitic Stainless Steel Sanitary Tubing）
- ASTM A511 無縫鐵素體及奧氏體不鏽鋼結構管標準規格（Standard Specification for Seamless Stainless Steel Mechanical Tubing）
- ASTM A513 電阻焊碳鋼及合金鋼結構管標準規格（Standard Specification for Electric-Resistance-Welded Carbon and Alloy Steel Mechanical Tubing）
- ASTM A554 焊接不鏽鋼結構管標準規格（Standard Specification for Welded Stainless Steel Mechanical Tubing）
- British Standard（英语：British Standard） 1387:1985 用於螺紋和套筒鋼管和管子的規格，適用於焊接及配合BS21的管螺紋（Specification for screwed and socketed steel tubes and tubulars and for plain end steel tubes suitable for welding or for screwing to BS 21 pipe threads）

ASTM材料標準包括許多不同的等級，用來標示特定的材料組成。其中最常用的如下：
- TP 304
- TP 316
- MT 304
- MT 403
- MT 506

若是架設有關氫氣的管路，銅管及不鏽鋼管都需要事先清潔過（ASTM B 280）且/或認證符合設備用的等級。這是因為氫氣的特性：在有氧氣、氧化劑或是污染物存在時可能會爆炸、由於其原子直徑較小，很容易滲漏、而且在有壓力下，容易造成金屬的氢脆。

## 製造
有三種製造管子的方式：無縫製管（seamless）、焊接或是電阻焊接（electric resistance welding，ERW）及冷拔焊（drawn-over-mandrel，簡稱DOM）。
- 無縫管是用擠型或是辊式穿孔（英语：rotary piercing）方式製造。
- 焊接或電阻焊接（Electric resistance welding）是將金屬片折彎成管狀後，在邊緣部份焊接接合，因此在管的側面會有焊接縫。
- 冷拔焊（Drawn-over-mandrel）管是電阻焊接管再經過冷拔（cold-drawn）的製程，會經由模具及心軸（mandrel）引伸加工，以產生良好的焊接完整性、尺寸精度及表面精度等特性。

## 分類
鋼管依製管材質（即鋼種）可分為：碳素管及合金管、不鏽鋼管等。
碳素管又可分為普通碳素鋼管和優質碳素結構管。
合金管又可分為：低合金管、合金結構管、高合金管、高強度管。軸承管、耐熱耐酸不銹管、精密合金（如可伐合金）管以及高溫合金管等。

## 外部連結
- Steeltubeinstitute.org